# (27846) Honegger
(27846) Honegger ist ein Asteroid des Hauptgürtels, der am 5. Oktober 1994 vom deutschen Astronomen Freimut Börngen an der Thüringer Landessternwarte Tautenburg (IAU-Code 033) in Thüringen entdeckt wurde.
Der Asteroid wurde nach dem französisch-schweizerischen Komponisten Arthur Honegger (1892–1955) benannt, einem bedeutenden Mitglied der Groupe des Six.